# Glinka, Braniewski
Glinka [ˈɡlinka] (tiếng Đức: Hermannshof)  là một ngôi làng ở quận hành chính của Gmina Braniewo, trong huyện Braniewski, Warmińsko-Mazurskie, ở miền bắc Ba Lan, gần biên giới với Kaliningrad của Nga. Nó nằm khoảng 5 kilômét (3 mi)  về phía tây nam của Braniewo và 78 km (48 mi) phía tây bắc của thủ đô khu vực Olsztyn.
Làng có dân số 192.